# Thomas Edvard Krogh
Thomas Edvard Krogh, genannt Tom Krogh, (* 1936 in Peterborough, Ontario; † 29. April 2008) war ein kanadischer Geologe, Spezialist für Geochronologie und Kurator am Royal Ontario Museum.

## Leben
Krogh studierte ab 1955 Bergbau-Ingenieurwesen und Geologie an der Queen’s University (Kingston) mit dem Master-Abschluss 1960 und wurde 1964 am Massachusetts Institute of Technology promoviert, wobei er sich auf Geochronologie spezialisierte. Danach arbeitete er an der Carnegie Institution in Washington D. C. (zunächst als Post-Doktorand, dann als festes Mitglied) und befasste sich dort mit Rubidium-Strontium-Datierung. Ab 1970 wandte er sich der Uran-Blei-Datierung zum Beispiel von Zirkonen zu und ab 1975 war er wieder in Kanada als Gründer und Leiter des Geochronologie-Labors am Royal Ontario Museum (Jack Satterly Geochronology Laboratory). 1976 wurde er außerdem Professor an der University of Toronto. 1979 wurde er Kurator am Royal Ontario Museum, was er bis zur Pensionierung 2001 blieb.
Er verbesserte die Genauigkeit der Uran-Blei-Datierung, die besonders in der Datierung sehr alter Gesteine aus dem Präkambrium verwendet wird. Seine Methoden wurden weltweit zum Standard. Mit ihnen konnten insbesondere Fehlerquellen aus umweltbedingter Bleiverschmutzung reduziert werden und immer kleinere Proben untersucht werden. Die Verfahren revolutionierten das Verständnis der ersten Milliarden Jahre der Erdgeschichte und stellten das Verständnis tektonischer Prozesse im Archaikum und Proterozoikum auf eine solide Basis. Er selbst studierte besonders das Präkambrium in Ontario (Grenville County, Lake Superior). Seine Untersuchung von Zirkonen im Sudbury-Becken bestätigten das hohe Alter und die Entstehung als Meteoriten-Einschlagskrater. Durch Untersuchung des Alters der Zirkone in den weltweiten Niederschlägen als Folge des Einschlags des Chicxulub-Meteoriten an der Kreide-Tertiär-Grenze konnte er mit Kollegen den Ort des Einschlags lokalisieren.
1999 wurde er Fellow der Royal Society of Canada, 1991 die J. Tuzo Wilson Medal der Canadian Geophysical Union und 1989 erhielt er die Logan Medal. 1991 wurde er Ehrendoktor der Queen’s University in Kingston. 1994 wurde er Mitglied der Norwegischen Akademie der Wissenschaften und er war Fellow der American Geophysical Union. Er erhielt die President´s Medal der Mineralogical Association of Canada. Er war am kanadischen Lithoprobe Programm zur Erforschung der Struktur der Lithosphäre beteiligt.

## Schriften
- mit D. W. Davis, I. S. Williams: Historical development of zircon geochronology, in: J. M. Hanchar, P. W. O. Hoskin (Hrsg.) Reviews in Mineralogy and Geochemistry, Band 53, 2003, S. 145–181
- mit S. L. Kamo, B. Bohor: Shock metamorphosed zircons with correlated U-Pb discordance and melt rocks with concordant protolith ages indicate an impact origin for the Sudbury Structure, in: A. Basu, S. Hart (Hrsg.), Earth Processes: reading the isotopic code,  Geophysical Monograph 95, Washington, D.C.: American Geophysical Union, 1996, S. 343–353.
- mit S. L. Kamo, V. Sharpton, L. Marin, A. R. Hildebrand: U-Pb ages of single shocked zircons linking distal K/T ejecta to the Chicxulub crater, Nature, Band 366, 1993, S. 731–734.
- Improved accuracy of U-Pb zircon ages by the creation of more concordant systems using an air abrasion technique, Geochimica et Cosmochimica Acta, Band 46, 1982 S. 637–649.